# گاندرا (پاردس)
شهر گاندرا (به پرتغالی: Gandra) در پاردس مونیسیپالیتی در کشور پرتغال واقع شده‌است. جمعیت این شهر ۵٬۲۰۰ نفر است. در تاریخ ۲۶ اوت ۲۰۰۳ به عنوان شهر شناخته شد.